# Parque Nacional de Yellowstone
O Parque Nacional de Yellowstone é um parque nacional norte-americano localizado nos estados de Wyoming, Montana e Idaho. É o mais antigo parque nacional no mundo, e um marco na história das áreas protegidas. Foi inaugurado a 1 de março de 1872 e cobre uma área de 8 980 km², estando a maior parte dele no condado de Park, no noroeste do Wyoming. O parque é famoso por, entre outras atrações, seus gêiseres, suas fontes termais e por sua variedade de vida selvagem, na qual incluem-se ursos mansos, lobos, bisontes, alces, e outros animais. É o centro do grande ecossistema de Yellowstone, que é um dos maiores ecossistemas de clima temperado ainda restantes no planeta. O gêiser mais famoso do mundo, denominado Old Faithful, encontra-se neste parque. A cidade mais próxima do parque Yellowstone é Billings, Montana.
Muito antes de haver presença humana em Yellowstone, uma grande erupção vulcânica ejetou um volume imenso de cinza vulcânica que cobriu todo o oeste dos Estados Unidos, a maioria do centro-oeste, o norte do México e algumas áreas da costa leste do Oceano Pacífico. Esta erupção foi muito maior que a famosa erupção do Monte Santa Helena, em 1980. Deixou uma enorme caldeira vulcânica (70 km por 30 km) assentada sobre uma câmara magmática. Yellowstone registou três grandes eventos eruptivos nos últimos 2,2 milhões de anos, o último dos quais ocorreu há 640 000 anos. Estas erupções são as de maiores proporções ocorridas na Terra durante esse período de tempo, provocando alterações no clima nos períodos posteriores à sua ocorrência.

## História da presença humana
A presença humana no parque remonta a 11 000 anos. Os nativos americanos que caçavam e pescavam na região de Yellowstone utilizavam significantes quantidades de obsidiana aí encontradas para produção de armas e de utensílios de corte. Pontas de seta fabricadas a partir da obsidiana de Yellowstone são encontradas tão longe como o vale do rio Mississippi, o que indica que haveria negócios entre os nativos americanos de Yellowstone e outras tribos mais a leste.
Em 1806, um membro da Expedição de Lewis e Clark, de seu nome John Colter, abandonou esta expedição e juntou-se a um grupo de caçadores de peles. Terá sido o primeiro não nativo a visitar a região e a ter contacto com a realidade dos nativos americanos radicados nessa região. Após ter sobrevivido a danos corporais sofridos durante uma batalha que envolveu a tribo Crow e tribos Blackfoot, ele terá relatado a existência de um local que denominou de fogo e enxofre. A maior parte das pessoas que ouviram este relato não acreditaram, supondo que se tratasse mais de um delírio, tendo mesmo chamado a esse supostamente imaginário local de Inferno de Colter (Colter's Hell).
Mais tarde, o explorador Jim Bridger, após ter regressado de uma expedição ao parque (1857), contou histórias da existência de fontes em ebulição, de locais onde a água jorrava energicamente e de montanhas repletas de substâncias vítreas e de rochas amarelas. Devido à reputação que Bridger tinha, estes relatos foram largamente ignorados. No entanto, as suas histórias despertaram o interesse do explorador e geólogo Ferdinand Vandeveer Hayden que, em 1859, iniciou uma expedição de 2 anos à área montante do rio Missouri. Nessa expedição levou consigo como guias W.F. Reynolds (explorador do Exército dos Estados Unidos da América) e o próprio Bridger. O grupo aproximou-se da região de Yellowstone mas foi forçado a recuar devido a intensos nevões que então se fizeram sentir. Entretanto começaria a Guerra Civil Americana, impedindo tentativas de exploração mais profundas da região.

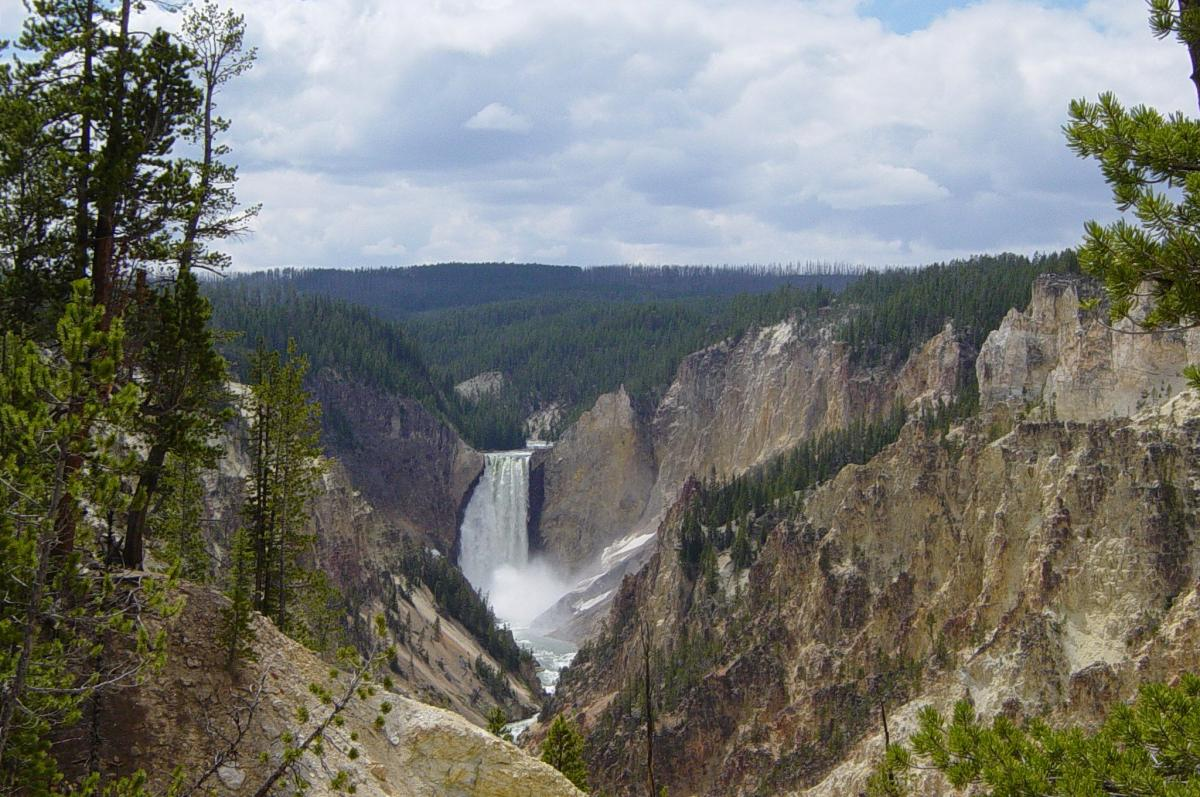
Lower Yellowstone Falls: esta cascata é o local onde o rio Yellowstone mergulha em direcção ao grande desfiladeiro de Yellowstone.

A primeira expedição detalhada à área de Yellowstone foi protagonizada pela expedição de Folsom, em 1869.
Baseado na informação recolhida na expedição de 1869, um grupo de residentes em Montana organizou a expedição Washburn-Langford-Doane (1870), comandada por Henry Washburn. Nathaniel P. Langford (mais tarde conhecido como "National Park" Langford) fazia parte deste grupo, assim como Gustavus Doane, que comandava um destacamento do exército dos EUA. A expedição demorou um mês a explorar a região, fazendo recolha de espécimenes e nomeando os sítios de interesse. É por esta altura que foi esboçada pela primeira vez a ideia de Yellowstone se tornar um Parque Nacional. Essa ideia pertenceu a Cornelius Hedges, um advogado de Montana.
Em 1871, onze anos após a sua primeira tentativa frustrada, F.V. Hayden conseguiu finalmente condições para explorar a região. Esta expedição, de maiores dimensões, foi patrocinada pelo governo. Hayden elaborou um relatório exaustivo sobre Yellowstone, que incluía fotografias em grande formato elaboradas por William Henry Jackson e pinturas elaboradas por Thomas Moran. Este relatório ajudou a convencer o Congresso dos Estados Unidos a retirar a região da hipótese de leilão público. Em 1 de Março de 1872, o presidente Ulysses S. Grant promulgou legislativamente a criação do Parque Nacional de Yellowstone.
"National Park" Langford, membro das expedições efectuadas em 1870 e 1871, foi designado como o primeiro superintendente do parque, em 1872. Serviu durante cinco anos, embora sem salário, fundos ou pessoal auxiliar. Faltavam-lhe meios para melhorar as condições dos terrenos e para implementar medidas de protecção do parque. Como não havia nenhum policiamento do parque e este carecia de regulamento, era vulgar que sofresse ataques de ladrões, vândalos e de outras pessoas indesejadas cujo interesse era somente de captar os valiosos recursos que o parque oferecia. Como resultado disto, Lagford foi forçado a abandonar o cargo em 1877.

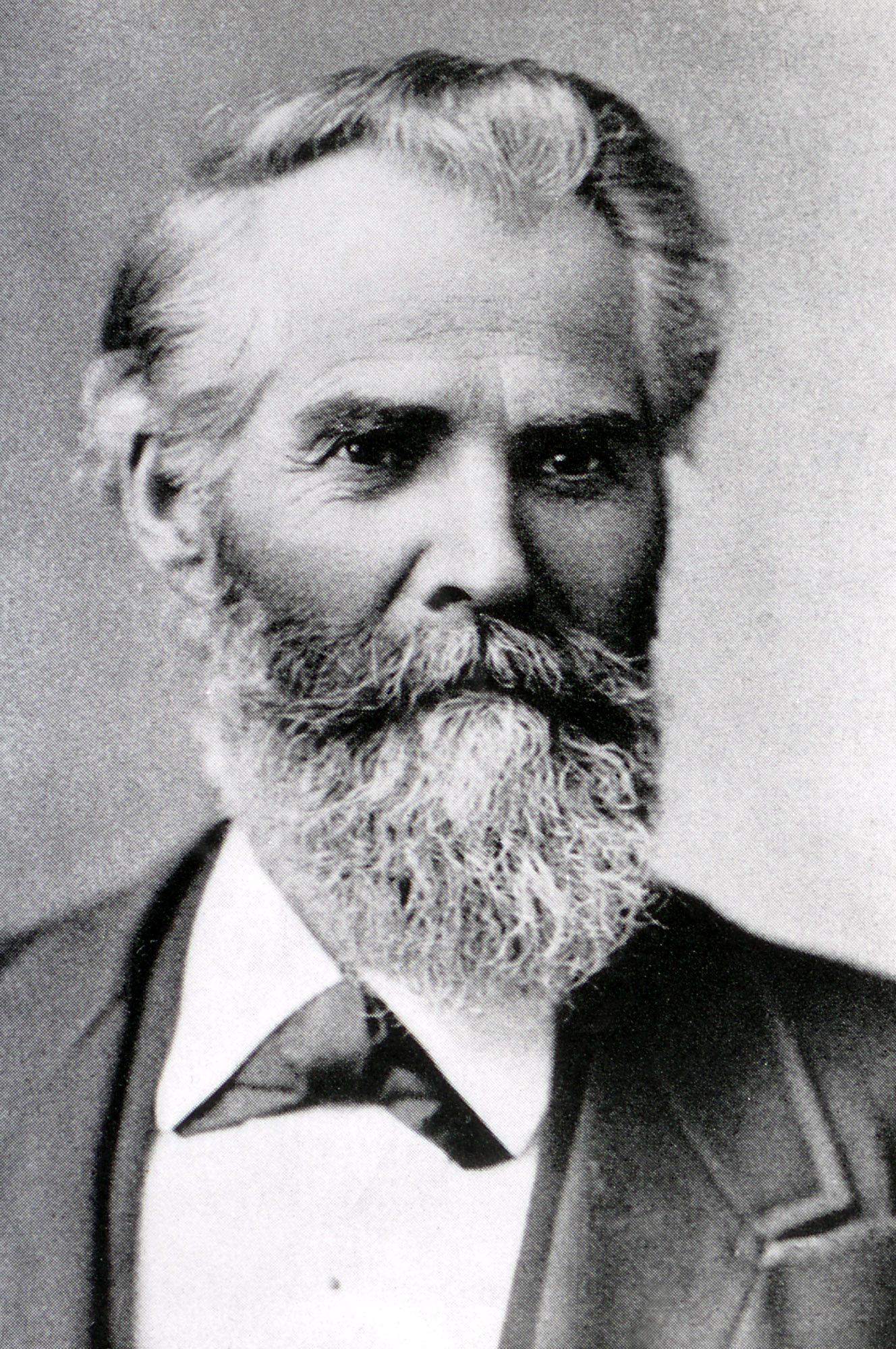
Philetus Norris.

Tendo viajado através de Yellowstone e testemunhado pessoalmente os problemas de que o parque sofria, Philetus Norris voluntariou-se para tomar o cargo deixado por Langford. O Congresso finalmente decidiu providenciar um salário para o intendente do parque, assim como uma pequena quantidade de fundos para operacionalizar os assuntos do parque. Langford usou então estes fundos para expandir os acessos ao parque, construindo 30 novas estradas, assim como para explorar em maior profundidade o parque. Foi contratado um ajudante (Harry Yount) para controlar os saques e vandalismos que ocorriam no parque. Hoje em dia, Harry Yount é considerado como o primeiro guarda de parque (national park ranger). Estas medidas mostraram-se no entanto insuficientes no que diz respeito à protecção do parque. Quer Philetus Norris, quer os três superintendentes que se lhe seguiram, conseguiram impedir efectivamente a destruição dos recursos naturais do parque.
Só em 1886, quando foi dada a tarefa de gestão do parque ao exército dos Estados Unidos, é que se conseguiu efectivamente controlar uma boa parte dos seus problemas. Com fundos suficientes e com pessoal para efectuar uma vigilância efectiva, o exército conseguiu desenvolver com sucesso o policiamento e os regulamentos que permitiam manter o acesso público ao mesmo tempo que se protegia a vida selvagem e os recursos naturais do parque. O Serviço Nacional de Parques, criado em 1916, acabou por ficar a ser gerido pelo exército, devido ao sucesso desta entidade na realização das tarefas que lhe haviam sido confiadas em relação a este parque.
O Parque Nacional de Yellowstone foi designado como Reserva da biosfera, a 26 de Outubro de 1976. Em 8 de Setembro de 1978 foi designado como Patrimônio Mundial, pela UNESCO.

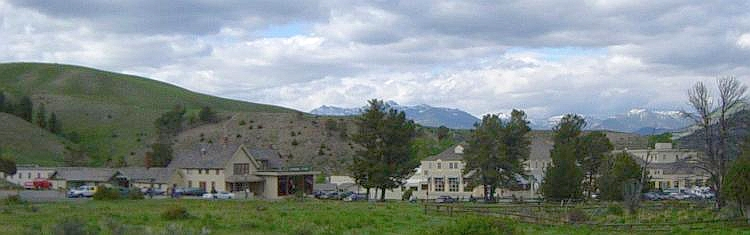
Fort Yellowstone: outrora uma base do exército dos EUA, agora serve como sede administrativa do parque.

## Incêndios florestais
Uma série de incêndios florestais derivados de relâmpagos começaram a alastrar pelo parque no verão de 1988. Milhares de bombeiros acorreram ao local para prevenir que estruturas aí construídas pelo Homem fossem destruídas. No entanto, não houve esforço sério para extinguir completamente os fogos, que deixaram de lavrar quando chegaram as chuvas outonais.
Os ecologistas argumentam que os incêndios fazem parte da dinâmica do ecossistema de Yellowstone: não permitir que os incêndios se desenvolvam naturalmente poderá ter como resultado o desenvolvimento de uma floresta sobrepovoada e dessa maneira vulnerável à desoxigenação, ao aparecimento de doenças e enfraquecimento geral da floresta.
De fato, a megafauna do parque foi pouco afetada por esses incêndios. Desde então, muitas árvores novas voltaram a nascer e antigos sistemas de vistas voltaram a reaparecer. Alguns sítios de interesse arqueológico e geológico foram também descobertos e catalogados pelos cientistas. O Serviço Nacional de Parques tem agora uma política de despoletar pequenos incêndios controlados, para prevenir que se acumulem demasiados materiais inflamáveis no parque.
|                                                                                       |                              |                  |
| Uma imagem de satélite mostrando o fogo florestal que ocorreu em Yellowstone em 1988. | Fogo a devastar Yellowstone. | Uma área ardida. |

## Geografia

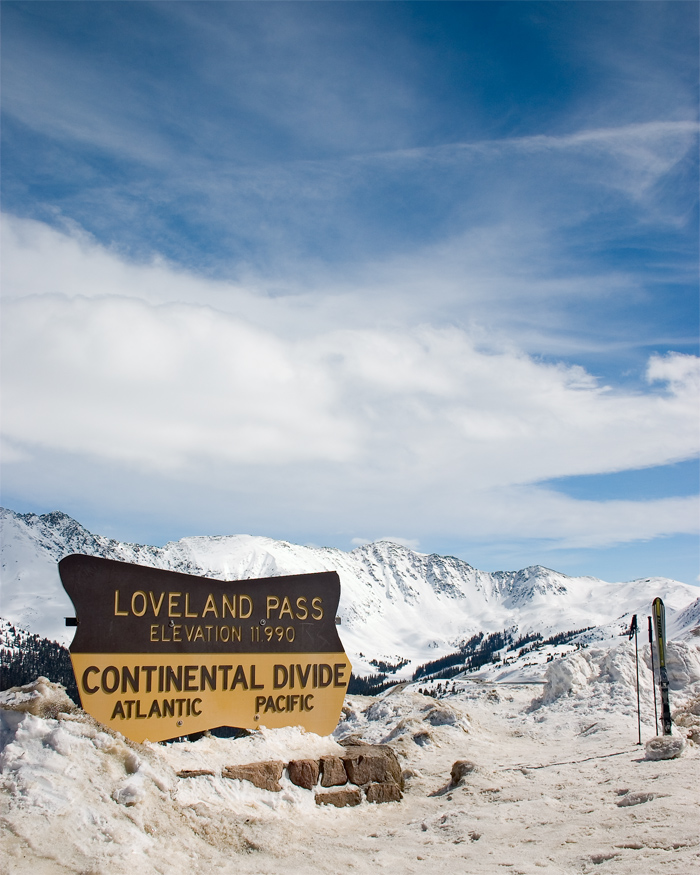
A divisória continental passa através do parque.

A divisória continental da América do Norte prolonga-se diagonalmente através do sudoeste do parque. Esta divisória é um acidente topográfico (cadeia montanhosa) que bissecta o continente entre as bacias de drenagem do Oceano Atlântico e do Oceano Pacífico (um terço do parque encontra-se na bacia de drenagem do oceano Pacífico).
Por exemplo, o rio Yellowstone e o rio Snake têm as suas nascentes próximas uma da outra, no parque. No entanto, a nascente do rio Snake encontra-se do lado oeste da divisória continental e a nascente do rio Yellowstone encontra-se no lado oriental. Dessa maneira, as águas do rio Snake dirigem-se para o Pacífico enquanto as águas do rio Yellowstone dirigem-se para o Atlântico (Golfo do México).
O parque assenta sobre um planalto elevado com uma média de 2 400 m de altitude e é bordejado em quase todas as direcções pelas Montanhas Rochosas que se elevam de 3 000 a 4 300 m. As cadeias montanhosas circundantes são:
- Gallatin Range (a noroeste)
- Beartooth Mountains (a norte)
- Absaroka Mountains (a leste)
- Wind River Range (a sudeste)
- Teton Mountains (a sul)
- Madison Range (a oeste)

O ponto mais alto no planalto denomina-se Mount Washburn (3 122 m).
A sudoeste do parque encontra-se um planalto rodeado por pequenos montes denominado Island Park Caldera. Para além deste planalto localizam-se as planícies do rio Snake (na parte sul de Idaho), que se encontram cobertas por basalto.
Uma das particularidades mais interessantes do planalto de Yellowstone é a caldeira vulcânica aí existente; é uma caldeira de grandes dimensões que se encontra coberta quase na totalidade por fragmentos de rocha derivados de actividade vulcânica e que mede 50 por 60 km. Dentro desta caldeira encontra-se o lago Yellowstone, que é o maior lago em elevação da América do Norte.

## Geologia

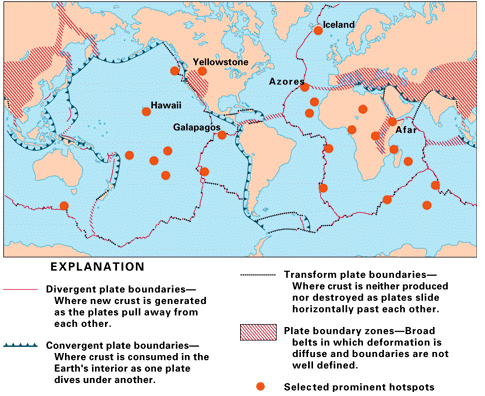
Mapa mostrando a localização de alguns dos pontos quentes mais conhecidos. A região de Yellowstone encontra-se por cima de um deste pontos.

Yellowstone situa-se na ponta nordeste de um acidente geográfico em forma de U que atravessa as montanhas e que actualmente são as planícies do rio Snake. Esta planície em forma curva foi criada na altura em que o continente americano sofria deriva continental e passava por um hotspot ("zona quente") vulcânico existente abaixo da crosta terrestre. Este hotspot estava anteriormente localizado onde é hoje a localidade de Boise, no estado de Idaho. Mas a América do Norte sofreu uma deriva, à velocidade de 45 mm por ano, na direcção sudoeste, que relocalizou o hotspot até ao lugar actual.
A caldeira vulcânica de Yellowstone é o maior sistema vulcânico existente na América do Norte. É normalmente denominado como "supervulcão" porque a caldeira foi formada por acção de erupções explosivas de elevada proporção. A caldeira foi criada por uma erupção cataclísmica que ocorreu há cerca de 640 000 anos e que libertou 1 000 km3 de cinza, rocha e materiais piroclásticos (este evento teve uma proporção 450 vezes maior que a erupção do Monte Santa Helena, em 1980), formando uma cratera vulcânica com quase 1 km de profundidade e abrangendo uma superfície de 30 por 70 km (o tamanho da caldeira tem no entanto sido modificado desde essa altura). A formação geológica assim formada toma o nome de tufo e esta em particular passou a ser conhecida como Lava Creek Tuff. Para além deste grande ciclo eruptivo, outros dois ciclos haviam já ocorrido nesta região.
Cada erupção é de facto parte de um ciclo eruptivo maior que atinge o seu clímax com o colapso da cobertura de uma câmara magmática. Isto cria uma cratera, denominada caldeira, e liberta grandes quantidade de material vulcânico (normalmente através de fissuras que bordejam a caldeira). O tempo que medeia as três últimas erupções cataclísmicas na região de Yellowstone, variou de 600 000 a 900 000 anos. O pequeno número destes eventos eruptivos não permite que sejam feitas predições relativas à data de ocorrência do próximo evento deste tipo.

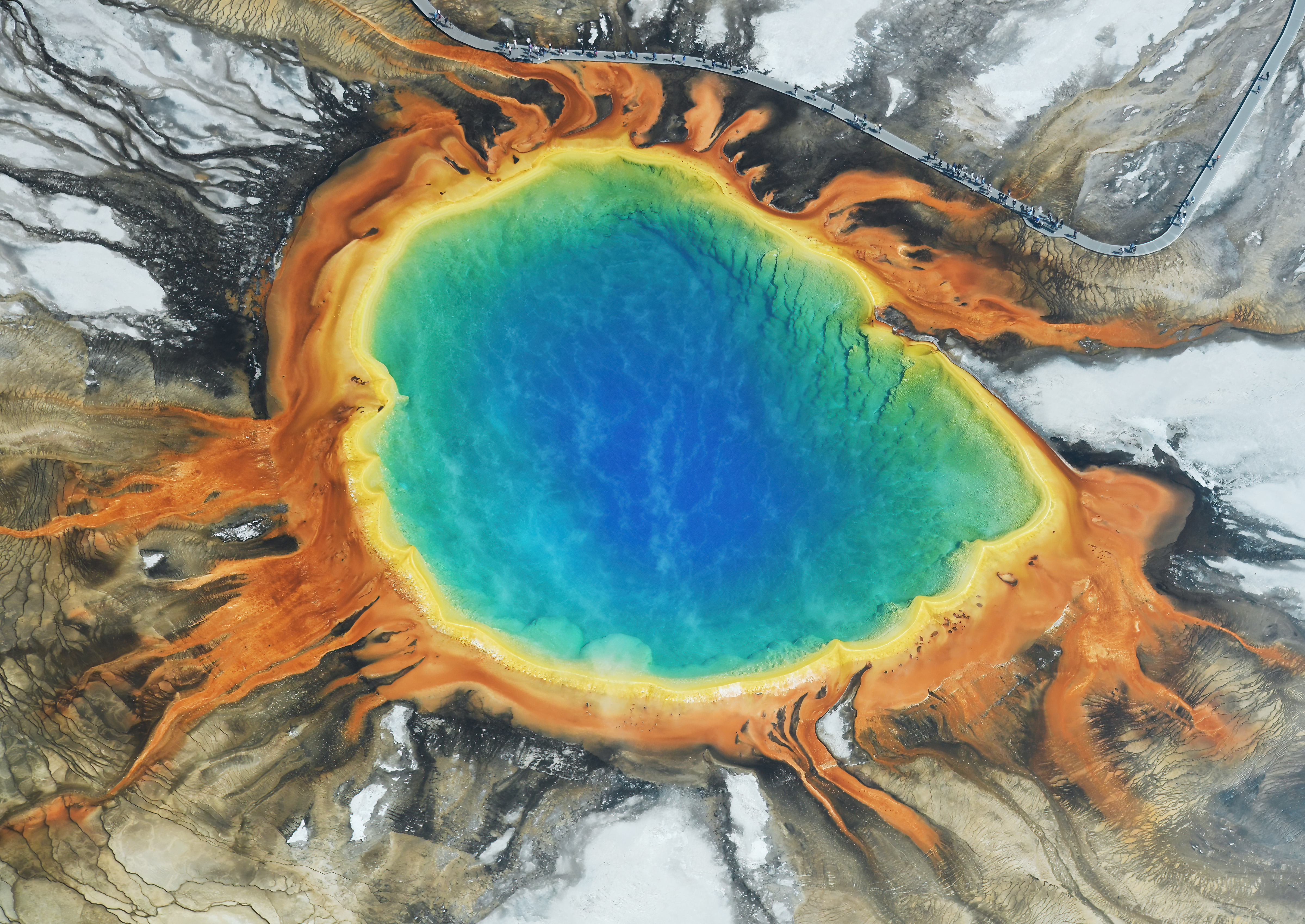
Grand Prismatic Spring: Esta fonte hidrotermal apresenta uma diversidade de cores brilhantes. Estas cores são devidas à existência de películas de bactérias termofílicas. A zona em azul contém água a ferver e é livre de bactérias; as zonas que vão do verde ao laranja são zonas onde crescem bactérias em temperaturas sucessivamente menores.

O primeiro e maior evento eruptivo teve o seu clímax a sudoeste dos limites actuais do parque, há cerca de 2,2 milhões de anos, e formou uma caldeira de 50 por 80 km e centenas de metros de profundidade, libertando 2 500 km3 de material (a maioria cinza, mas também pedra pomes e outros materiais piroclásticos). A caldeira foi então preenchida por subsequentes erupções. A estrutura geológica assim formada foi denominada Huckleberry Ridge Tuff.
No segundo evento eruptivo, 280 km3 de material foram ejectados. Ocorreu há 1,2 milhões de anos e formou uma caldeira de menores dimensões (Island Park Caldera) e outra formação geológica denominada Mesa Falls Tuff. Todas as três erupções libertaram grandes quantidades de cinza vulcânica que cobriram grande parte da zona central da América do Norte. As cinzas libertadas propagaram-se por milhares de quilómetros. A quantidade de cinzas e gases libertados terão provocado impactos significativos nos padrões climáticos globais, tendo levado à extinção de muitas espécies, pelo menos na América do Norte. Há cerca de 160 000 anos, ocorreu uma erupção de menores dimensões, formando uma caldeira de pequenas dimensões, agora preenchida pelo lago Yellowstone.

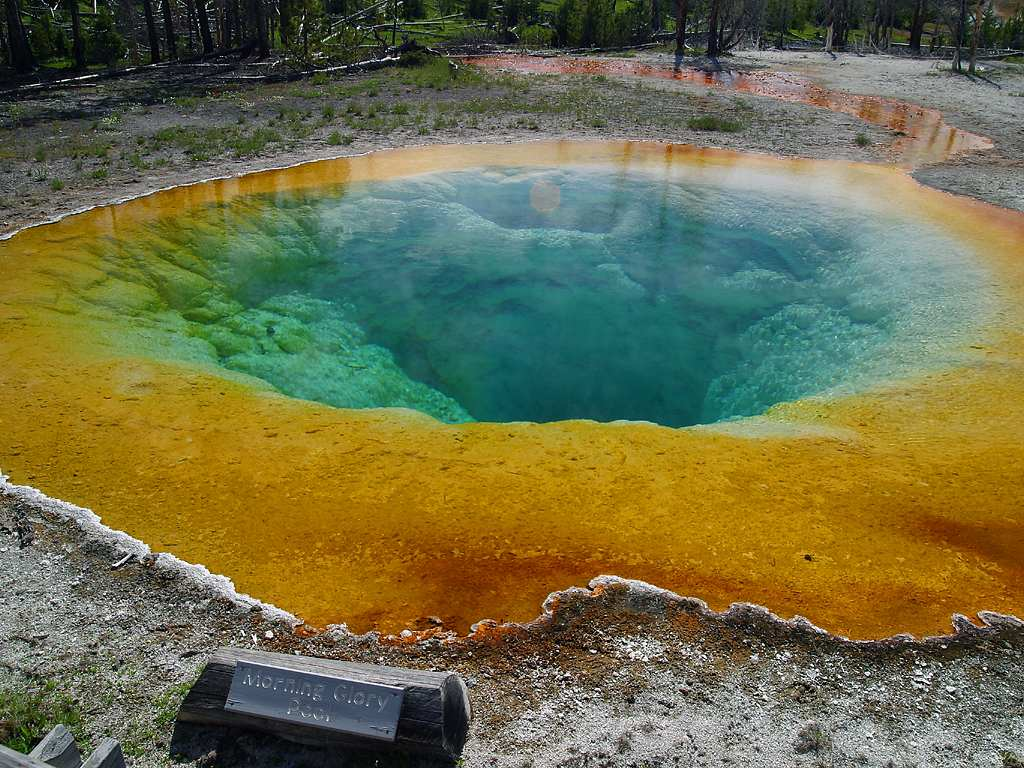
A Morning Glory Pool.

Os estratos de lava podem ser vistos mais facilmente no grande desfiladeiro de Yellowstone, nos locais onde o rio Yellowstone continua a erodir os antigos depósitos de lava. De acordo com Ken Pierce, geólogo do U.S. Geological Survey, no fim do último período de glaciação (entre 14 000 e 18 000 anos atrás), várias barreiras de gelo formaram-se na desembocadura do lago Yellowstone. Quando esse gelo derreteu, um grande volume de água foi libertado, causando inundações e erosão de grandes proporções no que é hoje o desfiladeiro. Estas inundações provavelmente ocorreram mais do que uma vez. O desfiladeiro é um típico vale em forma e V, indicativo de erosão fluvial e não erosão por glaciar. Hoje em dia, o desfiladeiro continua a ser lentamente erodido pelo rio Yellowstone.
Após a última grande erupção, há 63 000 anos, até há 70 000 anos, a caldeira de Yellowstone foi praticamente toda preenchida por lavas reolíticas resultantes de erupções periódicas (um exemplo em Obsidian Cliffs) e também por lavas basálticas (um exemplo em Sheepeaters Cliff). Mas há cerca de 150 000 anos, o tecto do planalto começou a elevar-se novamente. Duas áreas em particular, localizadas no foco da caldeira elíptica, começaram a elevar-se mais rapidamente que as áreas adjacentes do planalto. Este diferencial de altitudes criou dois domos ressurgentes (Sour Creek dome e Mallard Lake dome) que se elevam 15 mm por ano, enquanto o resto da caldeira se eleva 12,5 mm por ano.
Preservados em Yellowstone, existem muitos locais com actividade geotermal, incluindo 10 000 fontes geotermais e gêiseres (cerca de 62% do total existente em todo o planeta). A água que alimenta estes locais deriva do aquecimento provocado pelo hotspot acima descrito.
O gêiser mais famoso do parque (um dos mais conhecidos do mundo) denomina-se Old Faithful Geyser. O parque também contém o maior gêiser activo do mundo: o Steamboat Geyser.
|              |                  |                     |               |
| Grand Geyser | Steamboat Geyser | Old Faithful Geyser | Geyser Grotto |

## Biologia e ecologia

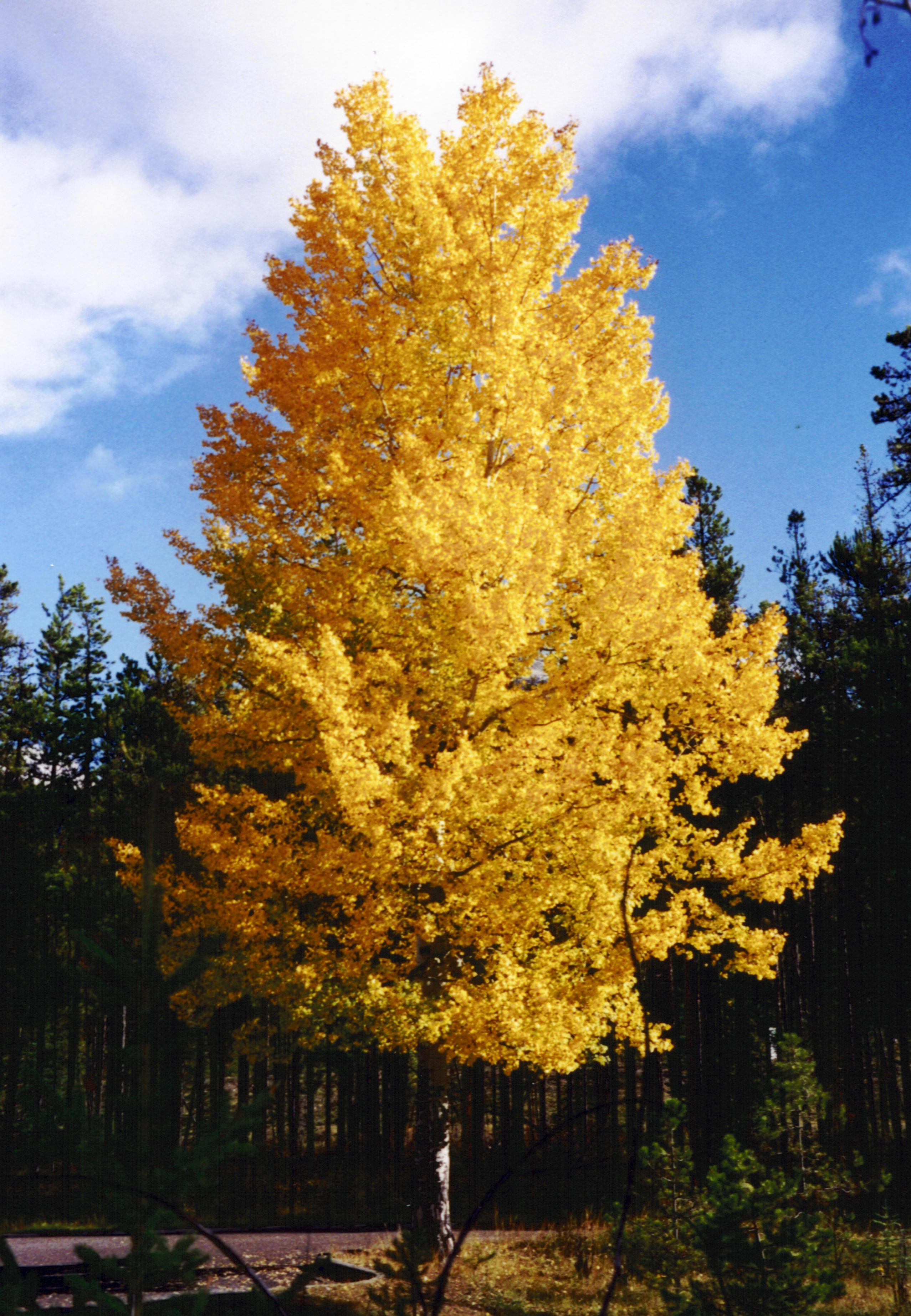
Uma árvore da espécie Populus tremuloides.

A espécie botânica dominante no parque é a Pinus contorta. No entanto, variedades de Picea, Abies e Populus também são comuns. Podem ser encontradas no parque pelo menos 300 espécies de plantas, algumas delas não se encontrando em mais local nenhum (endemismo).

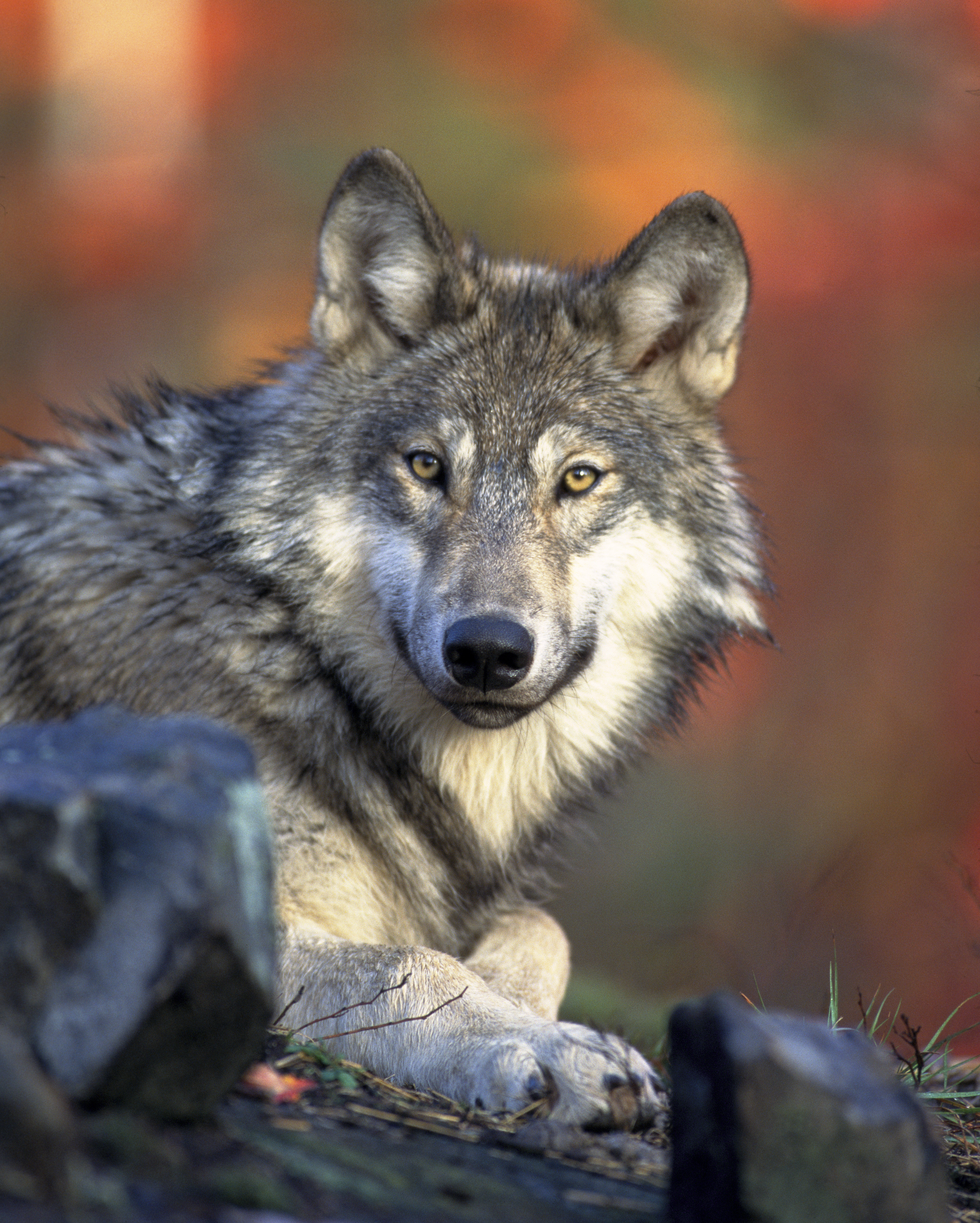
O lobo é um dos animais mais carismáticos existentes no parque.

Yellowstone é considerado o habitat selvagem dos Estados Unidos com maior variedade de megafauna. Alguns dos animais que podem ser encontrados são:
- Bisonte-americano (Bison bison)
- Urso-pardo (Ursus arctos)
- Urso-negro (Ursus americanus)
- Alce (Alces alces)
- Veado (Odocoileus hemionus)
- Antilocapra (Antilocapra americana)
- Carneiro das Montanhas Rochosas (Oreamnos americanus)
- Suçuarana (Puma concolor)
- Raposa-vermelha (Vulpes vulpes)

Os rios de Yellowstone constituem parte da área de distribuição de uma das subespécies de truta (Oncorhynchus clarki), muito apreciada pelos pescadores. Este tipo de truta tem enfrentado algumas ameaças nos anos mais recentes: a introdução intencional e ilegal da truta da espécie Salvelinus namaycush, que exerce predação sobre a primeira; a seca que se faz sentir na região; e a introdução acidental de um parasita (Myxobolus cerebralis) que causa uma doença terminal do sistema nervoso dos peixes mais jovens.
As relativamente grandes populações de bisontes existentes no parque são uma preocupação para os rancheiros, que temem que estes animais transmitam doenças aos seus parentes domésticos. De facto, cerca de metade dos bisontes em Yellowstone já estiveram expostos à brucelose. Esta é uma doença bacteriana que chegou à América do Norte por meio de gado vindo da Europa e que provoca aborto espontâneo.
A doença teve um efeito mínimo na população de bisontes do parque e não existem casos reportados de transmissão de animais selvagens para animais domésticos ou mesmo para visitantes. Mas a possibilidade real de contágio continua a existir: o estado de Montana acredita que a proximidade entre gado doméstico e animais selvagens possa ameaçar o estatuto deste estado como estando livre de brucelose. Este estado aprovou uma caçada a bisontes, em 2005, com 50 licenças emitidas para que fossem abatidos os bisontes que saíssem do parque. Os alces também podem ser portadores da doença, mas este animal não é considerado como uma ameaça para o gado doméstico.
Para combater a ameaça que os bisontes possam causar, os agentes do parque regularmente reconduzem as manadas que saem dos limites do parque. Os activistas dos direitos animais não vêem esta actuação com bons olhos, argumentando que a possibilidade de contágio não é tão elevada como os rancheiros afirmam ser. Os ecologistas também apontam que os animais apenas estão a movimentar-se para zonas de pastoreio temporárias, mais favoráveis, existentes no Grande Ecossistema de Yellowstone.
Começando em 1918, num esforço para proteger as populações de alce, o director do Serviço de Parque ordenou a exterminação de pumas e de outros animais predatórios existentes no parque de Yellowstone. Os caçadores do Serviço de Parques seguiram então estas ordens e, por volta de 1926, tinham já abatido 122 lobos.

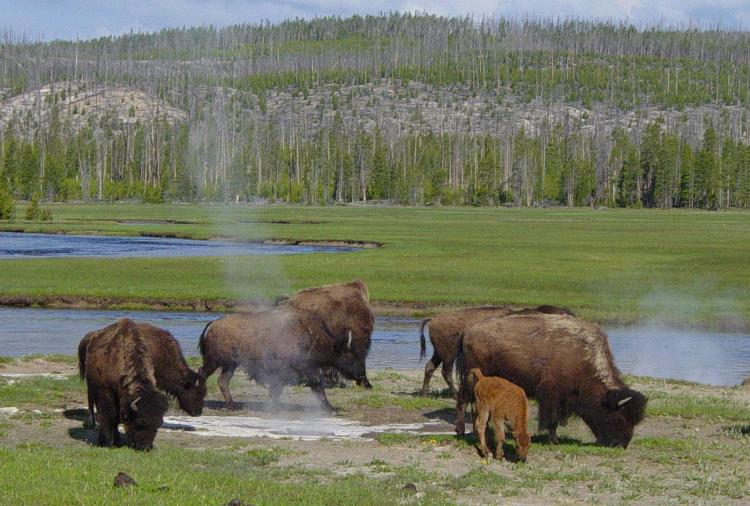
Bisontes junto a uma fonte hidrotermal.

Na década de 1990, o governo federal reviu a sua posição em relação aos lobos. Numa decisão controversa do U.S. Fish and Wildlife Service (organização com tarefa de protecção de espécies ameaçadas), foi decidida a reintrodução de lobos no parque. Após o extermínio do lobo, o coiote tornou-se o predador de topo no parque. No entanto, o coiote não tem a capacidade de exercer predação sobre animais de maior porte. Como resultado, a megafauna começou a tornar-se enfraquecida e doente. Desde que o lobo foi reintroduzido, esta tendência tem-se revertido.
No entanto, os rancheiros que exercem a sua actividade em áreas circundantes demonstram a sua preocupação com os lobos que se aventuram fora dos limites do parque e que ameaçam o seu gado. De maneira geral, os lobos caçam aquilo que lhes foi ensinado caçar enquanto eram jovens. Por isso, tendem a caçar alces e não gado doméstico. Mas a partir da altura que as alcateias começam a atacar e caçar o gado, não existe muito mais recurso do que eliminar os membros da alcateia que exerceram ataques. Os rancheiros recebem uma compensação financeira pelas perdas de gado derivadas de ataques de lobos se provarem que foram estes que realmente provocaram os danos. Por vezes os rancheiros queixam-se que é difícil provar que as mortes não foram provocadas por coiotes ou por cães selvagens.
Os lobos reintroduzidos não têm o estatuto de espécie ameaçada, ao contrário dos lobos não-introduzidos. Assim, os rancheiros podem matá-los se estes ameaçarem o seu gado. Existem lobos que se têm deslocado naturalmente desde o Canadá, misturando-se com as populações locais, tornando assim mais difícil a tarefa de distinguir que lobos estão protegidos ou não.
O Serviço Nacional de Parques não era habitualmente a favor da reintrodução do lobo, citando evidências de que lobos já tinham começado a regressar à região pelos seus próprios meios, restabelecendo pequenas populações. Vários biólogos contratados pelo Serviço Nacional de Parques documentaram raros registos pessoais e por terceiros. Alguma preocupação emergiu, relacionado com o acordo entre as agências federais e os estados onde se situa o parque. A preocupação estava relacionada com a diminuição da protecção do lobo, através de emenda ao seu estatuto oficial de espécie ameaçada, com vista a agradar os interesses locais, nomeadamente os interesses dos rancheiros, que deixariam de sofrer represálias legais em função do acordo de reintrodução do lobo.

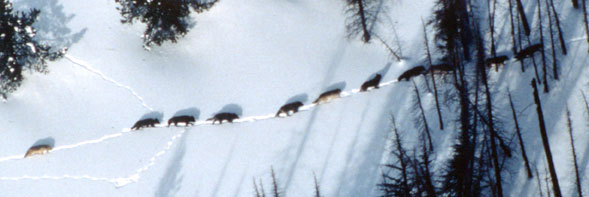
Uma alcateia de 11 lobos percorre o parque.

Em 1975 existiam apenas 136 ursos cinzentos a viverem em liberdade e em 2016 são mais de 700 devido aos serviços de proteção federal e estatal norte-americanos. Morreram em 2015 no parque de Yellowstone 61 ursos desta espécie — apenas três foram classificadas como mortes naturais.

## Turismo

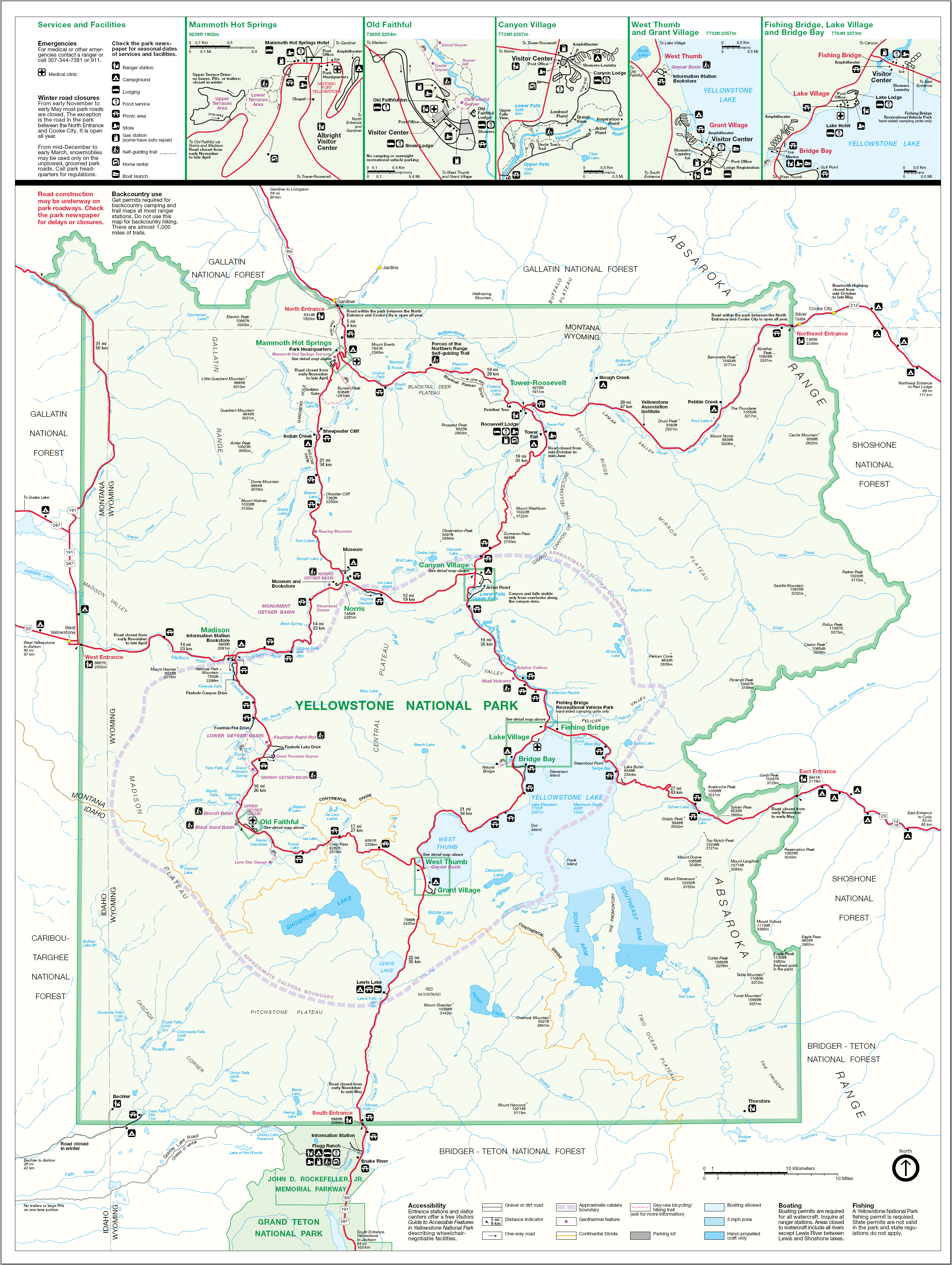
Mapa do Parque Nacional de Yellowstone.

Yellowstone é um dos mais populares parques nacionais dos Estados Unidos. O parque é único no que diz respeito à conjugação de múltiplas características naturais.
Gêiseres, fontes hidrotermais, um lago e um grande desfiladeiro, florestas, uma multitude de elementos naturais incluído a sua vida selvagem, podem ser encontrados dentro do parque. Devido a esta variedade de características, o parque oferece uma multitude de actividades para aqueles que o visitam: do montanhismo ao campismo e pedestrianismo, da prática de caiaque à pesca ou à simples observação da vida selvagem, o parque proporciona aos visitantes uma experiência memorável em contacto com a natureza.
A maioria dos locais geotermais (gêiseres, fontes, etc.) emitem gases sulfurosos. O odor que emitem não é demasiado agressivo para a maioria das pessoas, no entanto, aconselha-se uma consulta prévia ao médico para as pessoas com dificuldades respiratórias que queiram visitar o parque.
Os fogos florestais são uma ocorrência vulgar em Yellowstone devido ao clima seco, sobretudo no Verão, mas não deverão ser considerados como desastres: são um processo natural de características regulares que contribui, em última análise, para a regeneração e embelezamento do parque. A série de fogos florestais que ocorreu no parque, no ano de 1988, deixou queimados 45% da floresta do parque, incluindo florestas adjacentes às áreas turísticas de maior evidência. Essas áreas ardidas apresentam agora um aspecto estranho, não deixando no entanto de apresentar uma certa beleza, tanto que parte dessas áreas começam lentamente a recuperar as tonalidades verdejantes.
Os guardas do parque aconselham os visitantes a não se aproximarem demasiado de animais potencialmente perigosos e a percorrerem o parque por trilhos seguros. Alguns dos pontos de água têm águas ferventes e libertam gases tóxicos: no ano de 2004, cinco bisontes foram encontrados mortos devido à inalação desses gases tóxicos de origem geotermal.
Existe alojamento para os visitantes em onze locais diferentes. A pousada Old Faithful proporciona uma vista privilegiada para a atracção que lhe deu o nome: o 'Old Faithful Geyser. Os alojamentos são de tipo variado, desde hotéis até pequenos alojamentos. Existem onze parques de campismo.
O próprio parque está rodeado de outras áreas protegidas, tais como o Grand Teton National Park e a Custer National Forest. Algumas das populações mais próximas são West Yellowstone (Montana), Cody (Wyoming), Red Lodge (Montana), Ashton (Idaho) e Gardiner (Montana). Segundo o censo demográfico efectuado em 2000, existem 600 pessoas a viver em permanência dentro dos limites do parque.
Em 2009 foi registado um recorde de visitantes: 2,3 milhões.

### Gerais
- (em inglês) Website oficial do parque
- (em inglês) Dados climáticos do parque
- (em inglês) Stromboli online — site sobre o parque
- (em inglês) Yellowstone National Park Wildland Fire Images — Fogos de 1988
- (em inglês) História do vulcanismo na região de Yellowstone
- (em inglês) Buffalo Field Campaign — campanha para impedir a matança dos búfalos de Yellowstone
- (em inglês) O site h2g2 possui artigos sobre as origens de Yellowstone, a sua geologia, a sua história inicial e sobre a exploração por parte de europeus.
- (em inglês) Life at high temperatures — Uma introdução às bactérias termofílicas de Yellowstone.
- (em inglês) Primal Nature Ensaio: Impacto da Reintrodução de Lobos em Yellowstone
- (em inglês) Scientific American Magazine (Junho de 2004) Lessons from the Wolf
- (em inglês) UNEP-WCMC — ficha do parque
- (em inglês) DMOZ — Yellowstone National Park
- (em inglês) National Geographic
- (em inglês) Notícias de Yellowstone

### Guias
- (em inglês) The Total Yellowstone Page
- (em inglês) YellowstonePark.com
- (em inglês) Yellowstone Net
- (em inglês) Gorp.com
- (em inglês) travelyellowstone.com
- (em inglês) American Park Network

### Organizações
- (em inglês) Greater Yellowstone Coalition
- (em inglês) Yellowstone Association
- (em inglês) The Yellowstone Park Foundation
- (em inglês) Património Mundial — UNESCO